# Kanton Fère-en-Tardenois
Fère-en-Tardenois is een kanton van het Franse departement Aisne. Het kanton maakt deel uit van de arrondissementen Soissons (56) en Château-Thierry (20).

## Gemeenten
Het kanton Fère-en-Tardenois omvatte tot 2014 de volgende 23 gemeenten:
- Beuvardes
- Brécy
- Bruyères-sur-Fère
- Le Charmel
- Cierges
- Coincy
- Coulonges-Cohan
- Courmont
- Dravegny
- Fère-en-Tardenois (hoofdplaats)
- Fresnes-en-Tardenois
- Goussancourt
- Loupeigne
- Mareuil-en-Dôle
- Nanteuil-Notre-Dame
- Ronchères
- Saponay
- Sergy
- Seringes-et-Nesles
- Vézilly
- Villeneuve-sur-Fère
- Villers-Agron-Aiguizy
- Villers-sur-Fère

Ingevolge de herindeling van de kantons bij decreet van 21 februari 2014, met uitwerking op 22 maart 2015, werd het kanton uitgebreid tot 84 gemeenten. 
Door:
- de samenvoeging op 1 januari 2016 van de gemeenten Glennes, Longueval-Barbonval, Merval, Perles, Révillon, Vauxcéré en Villers-en-Prayères tot de fusiegemeente ("Commune nouvelle") Les Septvallons en
- de samenvoeging op 1 januari 2022 van de gemeenten Bazoches-sur-Vesles en Saint-Thibaut (Aisne) tot de fusiegemeente ("Commune nouvelle") Bazoches-et-Saint-Thibaut

werd dit teruggebracht tot volgende 77 gemeenten : 
- Aizy-Jouy
- Allemant
- Augy
- Bazoches-et-Saint-Thibaut
- Beuvardes
- Blanzy-lès-Fismes
- Braine
- Braye
- Brenelle
- Bruyères-sur-Fère
- Bruys
- Bucy-le-Long
- Celles-sur-Aisne
- Cerseuil
- Le Charmel
- Chassemy
- Chavignon
- Chavonne
- Chéry-Chartreuve
- Chivres-Val
- Cierges
- Ciry-Salsogne
- Clamecy
- Condé-sur-Aisne
- Coulonges-Cohan
- Courcelles-sur-Vesle
- Couvrelles
- Courmont
- Cys-la-Commune
- Dhuizel
- Dravegny
- Fère-en-Tardenois
- Fresnes-en-Tardenois
- Filain
- Goussancourt
- Jouaignes
- Laffaux
- Lesges
- Lhuys
- Limé
- Loupeigne
- Mareuil-en-Dôle
- Margival
- Missy-sur-Aisne
- Monampteuil
- Mont-Notre-Dame
- Mont-Saint-Martin
- Nanteuil-la-Fosse
- Nanteuil-Notre-Dame
- Neuville-sur-Margival
- Ostel
- Paars
- Pargny-Filain
- Pont-Arcy
- Presles-et-Boves
- Quincy-sous-le-Mont
- Ronchères
- Saint-Mard
- Sancy-les-Cheminots
- Saponay
- Les Septvallons
- Sergy
- Seringes-et-Nesles
- Serval
- Soupir
- Tannières
- Terny-Sorny
- Vailly-sur-Aisne
- Vasseny
- Vaudesson
- Vauxtin
- Vézilly
- Viel-Arcy
- Villers-Agron-Aiguizy
- Villers-sur-Fère
- Ville-Savoye
- Vuillery